# Efeito Massenerhebung

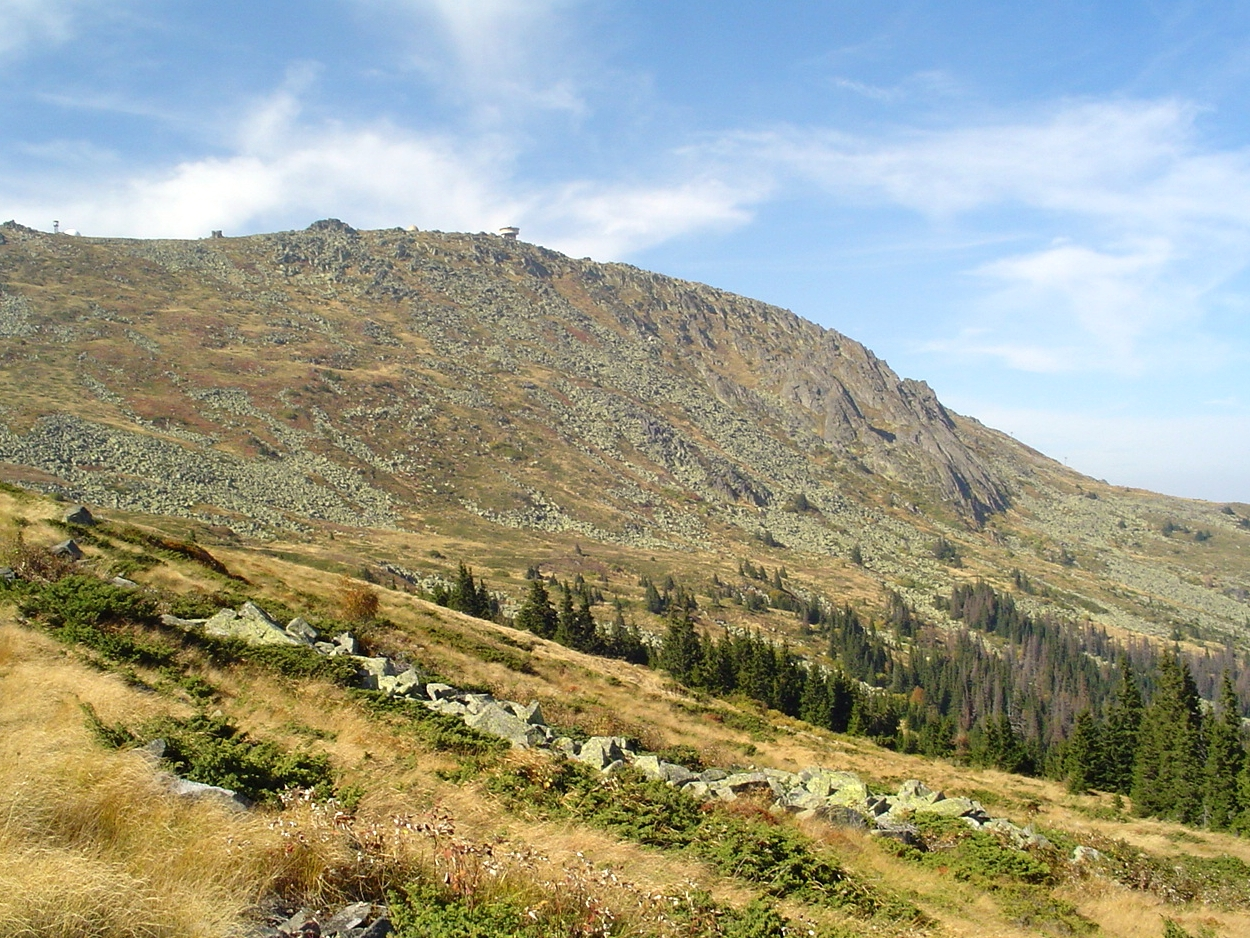
Linha de árvores alpina do pinheiro-das-montanhas e espruce-europeu abaixo da zona subalpina de Bistrishko Branishte, com o pico do Golyam Rezen, Vitocha, Sófia, Bulgária

O efeito Massenerhebung (do alemão para "elevação de massa montanhosa") é relacionado com a variação da linha de árvores com base na dimensão e localização das montanhas. Em geral, as montanhas rodeadas por outras montanhas e cordilheiras têm linhas de árvores mais elevadas que montanhas isoladas devido à retenção de calor e sombreamento do vento. Este efeito é importante para determinar padrões meteorológicos em regiões montanhosas, comparando com outros locais de similar altitude e latitude, e se poderão ter climas mais quentes ou frios com base nas montanhas circundantes.
Por exemplo, na ilha Bornéu, o Parque Nacional Gunung Palung, localizado no litoral, tem floresta nublada aos 900 m, enquanto a floresta de biomas montanos do Gunung Mulu começa aos 1200 m e no monte Kinabalu nos 1800 m.